# FK Metta
FK METTA, 2006-2018 FS METTA/Latvijas Universitāte é uma equipe letão de futebol com sede em Riga. Disputa a primeira divisão da Letônia (Virslīga).
Seus jogos são mandados no Rīgas Hanzas vidusskolas futbola laukums, que possui capacidade para 250 espectadores.

## História
O FS METTA/Latvijas Universitāte foi fundado em 2 de Maio de 2006.
O clube foi criado para que jovens de toda a Letônia, teja a chance de estudar e melhorar suas habilidades no futebol.

## Uniformes

### 1º Uniforme
| 2020 | 2019 | 2018 |

### 2º Uniforme
| 2020 | 2019 | 2018 |